# Laysters
Laysters lub Leysters – civil parish w Anglii, w hrabstwie Herefordshire. W 2011 civil parish liczyła 130 mieszkańców. Laysters jest wspomniana w Domesday Book (1086) jako Last.